# Jeździectwo na Światowych Wojskowych Igrzyskach Sportowych 1995
Jeździectwo na 1. Światowych Wojskowych Igrzyskach Sportowych – zawody dla sportowców-żołnierzy zorganizowane przez Międzynarodową Radę Sportu Wojskowego (CISM), które rozgrywane były we wrześniu 1995 podczas światowych igrzysk wojskowych we włoskim Rzymie. 
Najwięcej medali zdobyli reprezentanci Francji łącznie 4 (w tym 2 złote i 2 srebrne). Polska zdobyła 1 medal srebrny.

## Konkurencje
W turnieju rozegrane zostało pięć konkurencji {trzy indywidualne i dwie drużynowe};
- skoki przez przeszkody
- ujeżdżenie
- wszechstronny konkurs konia wierzchowego (WKKW)

## Medaliści
| Konkurencja            | Złoto                                                                     | Złoto | Srebro              | Srebro | Brąz               | Brąz  |
| Konkurencja            | Drużyna / Zawodnik                                                        | Wynik | Drużyna / Zawodnik  | Wynik  | Drużyna / Zawodnik | Wynik |
| Skoki przez przeszkody |                                                                           |       |                     |        |                    |       |
| indywidualnie          | Jozsef Varro                                                              |       | Eugeniusz Koczorski |        | Vincenzo Chimirri  |       |
| Puchar narodów         | Włochy · Vincenzo Chimirri · Enrico Gasperini · Lorenzo Toscano           |       | Maroko ·            |        | Rosja ·            |       |
| Ujeżdżenie             |                                                                           |       |                     |        |                    |       |
| indywidualnie          | Hubert Perring                                                            |       | Serge Cornuit       |        | Joao Abrantes      |       |
| WKKW                   |                                                                           |       |                     |        |                    |       |
| indywidualnie          | Didier Courrèges                                                          |       | Stefano Brecciaroli |        | Pascal Forabosco   |       |
| drużynowo              | Włochy · Stefano Brecciaroli · Giacomo Della Chiesa · Ranieri di Campello |       | Francja ·           |        | Węgry ·            |       |
|                        |                                                                           |       |                     |        |                    |       |

## Klasyfikacja medalowa
* Organizator zawodów został zaznaczony tym kolorem, Polskę oznaczono tekstem pogrubionym.
| Miejsce           | Reprezentacja     | Złoto | Srebro | Brąz | Razem |
| ----------------- | ----------------- | ----- | ------ | ---- | ----- |
| 1                 | Francja           | 2     | 2      | 0    | 4     |
| 2                 | Włochy *          | 2     | 1      | 2    | 5     |
| 3                 | Węgry             | 1     | 0      | 1    | 2     |
| 4                 | Maroko            | 0     | 1      | 0    | 1     |
| 4                 | Polska            | 0     | 1      | 0    | 1     |
| 6                 | Portugalia        | 0     | 0      | 1    | 1     |
| 6                 | Rosja             | 0     | 0      | 1    | 1     |
| Ogółem (7 państw) | Ogółem (7 państw) | 5     | 5      | 5    | 15    |

Źródło: